# Mari Kiviniemi
Mari Johanna (Mari) Kiviniemi  (Seinäjoki, 27 september 1968) is een Finse politica. Van 22 juni 2010 tot 23 juni 2011 was zij de premier van Finland. Sinds 25 augustus 2014 is zij plaatsvervangend secretaris-generaal van de OESO.
- Gemeinsame Normdatei: 109495389X
- Parlement.com: vigacce9c3xt
- Virtual International Authority File: 48145971349532330763
- WorldCat: E39PBJx8yBvKfKfVj9BfXF384q